# Sardenya
Sardenya (Sardigna, Sardinna o Sardinnia en sard; Sardegna en italià) és la segona illa més gran de la Mediterrània, situada al sud de Còrsega i que pertany a l'estat italià, del qual és una regió autònoma. Té una superfície de 24.090 km² i una població, l'any 2009, d'1.671.001 habitants. Càller n'és la capital. Històricament dividida en 30 comarques (en sard, curadorias o partes o Merias), l'estat italià la va dividir en quatre províncies (Càller, Nuoro, Oristany i Sàsser). El 2001, va passar a vuit amb la creació de quatre noves segregades de les anteriors: Òlbia-Tempio, Ogliastra, Carbònia-Esglésies i el Campidano Mitjà. Des del 2016 es va fer una nova distribució, i van desaparéixer les quatre províncies creades el 2001, i alhora es va crear la província de Sardenya del Sud i la ciutat metropolitana de Càller que substituïa la província homònima.
Sardenya té especial significat pels catalanoparlants perquè a la ciutat de l'Alguer es parla català, en la seva variant algueresa, mentre que l'idioma propi de la major part de la resta de l'illa és el sard.

## Història
A Sardenya, va haver-hi una civilització prehistòrica de la qual queden monuments megalítics. Les primeres domus de janas (cases de les fades) es remunten al 2000-1800 aC, en plena edat del bronze; es tracta de petites tombes excavades en la roca, de vegades reunides en grups nombrosos, en què segons la tradició popular habitaven fades i bruixes. La cultura nuràgica, de la qual queden sobretot els nurags, es va desenvolupar des del segle xvi aC fins al segle ix aC. Llavors, van arribar-hi els fenicis, perquè s'han descobert, en les excavacions, terracotes d'origen fenici. Aquests la van anomenar ŠRDN (Shardan/Sherden o variants properes). Als fenicis, els van succeir els cartaginesos, les ciutats més importants dels quals van ser: Caralis, Tharros i Nora.

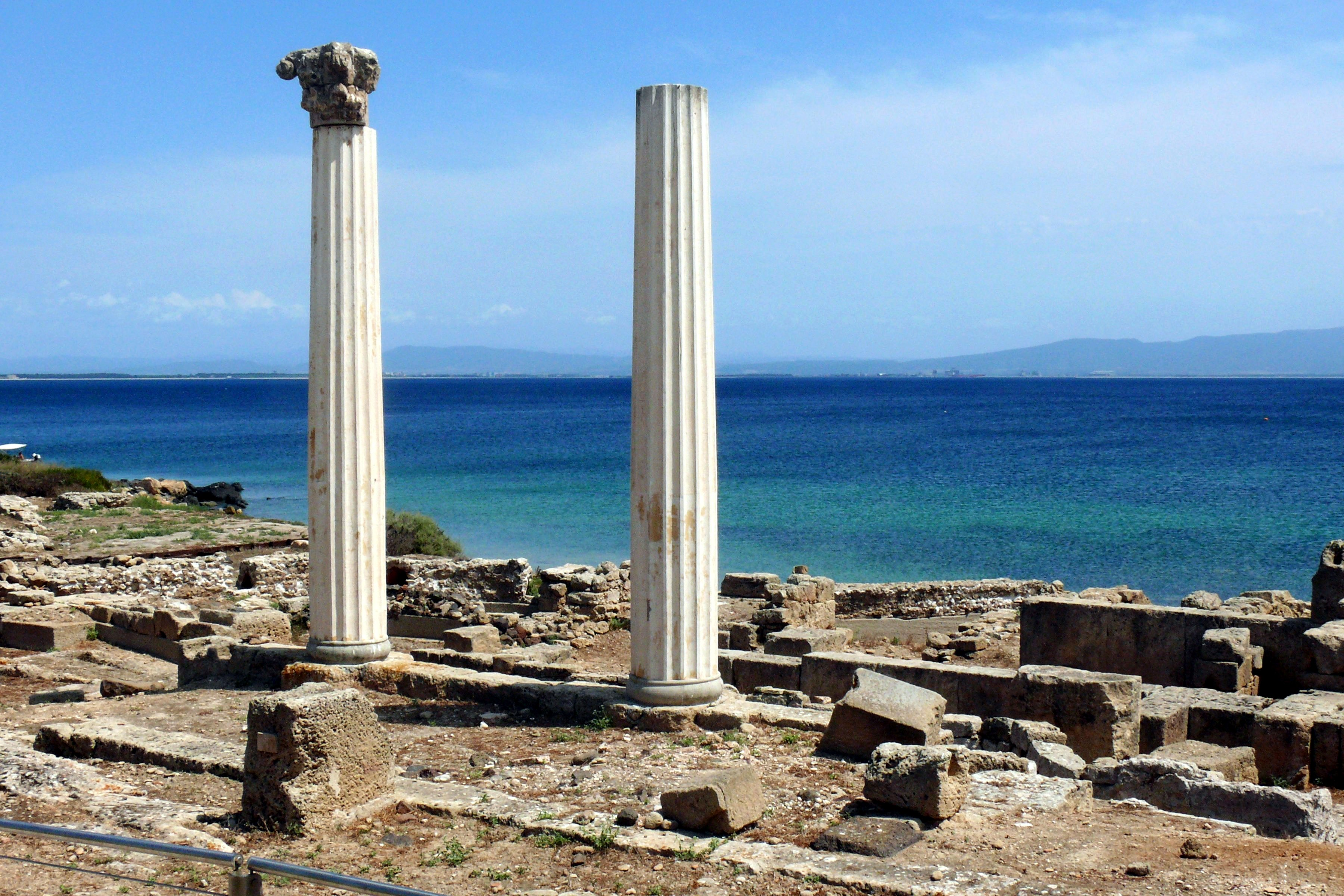
La ciutat fenícia i romana de Tharros.

L'any 230 aC, va ser conquerida pels romans, a conseqüència de la derrota cartaginesa en la primera Guerra púnica. Sardenya es va convertir en una província romana, i les ciutats costaneres que existien van créixer i van ser embellides, mentre que es van fundar colònies com Turris Lybissonis i Feronia. Van ser poblades per immigrants romans. L'ocupació militar romana va acabar amb la civilització nuràgica. Malgrat les campanyes per les serralades centrals, anomenades pels romans Barbaria (en sard modern, "Barbagia"), la dominació romana del centre de Sardenya mai no va ser més que nominal.
La dominació romana de Sardenya va durar 694 anys. Als primers segles de l'edat mitjana, Sardenya va ser saquejada pels vàndals (segle v), que van ocupar Caralis juntament amb altres ciutats costaneres de Sardenya. El domini va durar 77 anys, dels quals poc se sap, tret que el govern vàndal va adoptar una forma similar de la prèvia estructura imperial romana.
També la van ocupar els gots. No obstant això, els romans d'Orient la van reconquerir l'any 533, quan els vàndals van ser derrotats pels exèrcits de Justinià I sota el general Belisari en la batalla de Tricamàrum. Els romans d'Orient es van quedar a l'illa fins al segle x. L'autoritat centralitzada a Constantinoble va perdurar fins al voltant de l'any 650; després, l'autoritat va passar a mans dels llegats romans d'Orient locals. Es va deure en gran manera als problemes locals, com els atacs dels moros i dels amazics sobre les costes sardes. Els sarraïns van fer incursions en aquesta illa del Mediterrani, i se'n documenta el primer atac l'any 705: Salvatore Consentino, Byzantine Sardinia between East and West, Millennium – Berlín, Nova York (2004), pàgines 329-367. Aquests atacs van ser cada vegada més intensos, i van donar com a resultat que els habitants abandonessin les ciutats costaneres.
La disgregació del poder romà d'Orient a l'illa i el creixent aïllament causat per les incursions magribines afavoriran la formació de quatre regnes independents i ja consolidats al s. XI. Es tracta dels jutjats (literalment: "jutjats"), que prenen el nom de la figura que els regia, el judike ("jutge"), derivada de la tradició romana d'Orient. N'hi havia quatre: Torres (nord-oest), Gallura (nord-est), Arborea (centre) i Càller (sud), si bé progressivament tots menys el d'Arborea acabaran caient sota l'òrbita de les repúbliques de Gènova i Pisa. A banda del poder del judike i de la seva família, cadascun d'aquests regnes tenia una Corona de Logu, o sigui, un consell, i en alguns casos també una Carta de Logu, un codi de lleis per al territori. L'organització d'aquests regnes autòctons es vertebrava a partir de les curadorias o partes (províncies), dividides al seu torn en les diverses biddas (poblacions).

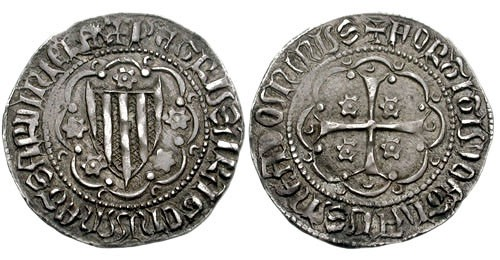
Moneda de Sardenya, de Pere III, rei de Sardenya, 1336-1387, amb les quatre barres catalanes.

Als segles xii i xiii, Gènova, Pisa i el Papat van lluitar llarg temps per imposar-hi el seu poder. A la fi del segle xiii, el papa Bonifaci VIII va establir que Sardenya passés a la Corona d'Aragó, i se'n formalitzà la cessió l'any 1324, quan el llavors infant i futur rei Alfons el Benigne, pren Sardenya durant els últims anys del regnat de Jaume II d'Aragó.
El domini de la Corona d'Aragó s'hi va perllongar fins al segle xviii; mantingué a l'illa una rígida organització de tipus feudal, i destacà la seva presència sobretot a l'Alguer, repoblada per catalans després d'una revolta. Sardenya va passar a Àustria l'any 1713, en virtut del tractat d'Utrecht. Però el 1718, després del Congrés de Londres, Sardenya va passar a Víctor Amadeu II de Savoia. I, mitjançant la casa de Savoia, es va incorporar al Regne d'Itàlia l'any 1861. Després de la Segona Guerra Mundial, la Constitució d'Itàlia li reconeix certa autonomia.

## Geografia

### Orografia
L'illa és força accidentada, i constitueix un fragment del sòcol varisc tallat per nombroses falles, que presenta fragments dispersos de cobertura secundària i eocènica. No presenta cap unitat orogràfica, no té veritables serralades i les formes de relleu són tabulars. Les principals muntanyes de l'illa són:
- El massís del Gennargentu, amb les alçàries de La Marmora (1.834 m), i el Bruncu Spina (1.829 m), considerada la zona més inhòspita de l'illa.
- Al nord, la Gaddura, amb els monts Ultana (amb el Pinu, 1.743 m), i els Limbara (amb el Balistreri, 1.363 m).
- Els monti di Alá, amb el Padrone (831 m), Senaloga (1.076 m), Nieddu (971 m) i Lerno (1.094 m).
- La depressió de Campidanu, al sud-est.
- Els monts Albo, al nord, amb el pic Su Mutucrone (1.050 m) i la punta Cupetti (1.200 m).
- Al centre, la Catena dei Marghine, amb el Palai (1.200 m).
- Les muntanyes Serpeddi (1.069 m), Tasu (1.359 m), i els Ferru (amb l'Urtigu, 1.050 m).

### Rius
Els principals rius que travessen l'illa són els Tirsu, Flumendosa, Samascu, Coghinas, Posada, Cedrino, Oliena, Isalle, Mannu, Flumineddu, Cixerri, Canissoni, Liscia i Liscoi. També hi són importants els llacs, que són com albuferes, al costat de la costa, com les de Tirsu, Santa Giusta, Sassu, Sale Porcus, Coghinas i Calaris.

### Clima

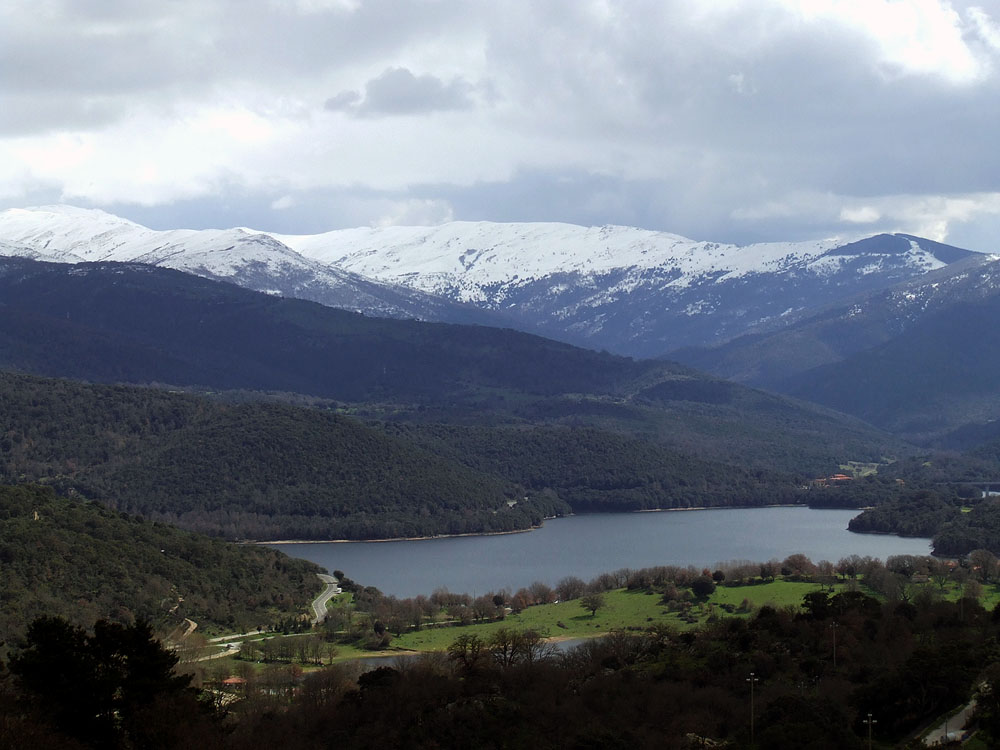
El massís del Gennargentu nevat.

El clima mediterrani és típic de gran part de Sardenya: al llarg de les zones costaneres, on resideix la gran majoria de la població, els hiverns són suaus gràcies a la presència del mar, amb nevades rares i temperatures quasi mai sota els zero graus. Els estius són càlids i secs, però la baixa humitat i la bona ventilació permeten suportar fàcilment les temperatures elevades, que pugen fins als 35 °C.
A les zones interiors el clima és més rigorós. Als massissos muntanyosos més elevats, hi neva a l'hivern i les temperatures baixen a sota zero. Els estius són frescos, sobretot durant les hores nocturnes, i rarament hi fa calor molts dies consecutius.
Les precipitacions són particularment escasses a la costa meridional, amb mitjanes inferiors als 500 mm anuals; en particular, la localitat de Capo Carbonara té el registre mínim absolut de tot Itàlia, amb una mitjana de 266 mm anuals. A l'interior de Sardenya, la pluviositat mitjana és de 700-800 mm. Per superar el problema de la sequera, des de la fi del segle xix fins avui s'han construït prop de 50 embassaments, molts dels quals dotats de centrals hidroelèctriques.
Sardenya és una regió molt ventosa. El vent dominant és el mestral, seguit del xaloc. El primer mitiga les temperatures estivals, però a causa de la seva velocitat crea danys a l'agricultura i afavoreix la propagació d'incendis. El segon és molest cap a la fi de la primavera, ja que intensifica l'evapotranspiració i causa estrès hídric als cultius de secà. El règim de vents ha afavorit la instal·lació de nombroses  aerogeneradores en algunes carenes i zones industrials.
Temperatures mitjanes de Sardenya:
|             | gener | febrer | març | abril | maig | juny | juliol | agost | setembre | octubre | novembre | desembre |
| ----------- | ----- | ------ | ---- | ----- | ---- | ---- | ------ | ----- | -------- | ------- | -------- | -------- |
| mínimes (C) | 8     | 8      | 9    | 11    | 14   | 18   | 21     | 21    | 19       | 16      | 13       | 9        |
| màximes (C) | 14    | 14     | 16   | 18    | 22   | 26   | 30     | 29    | 27       | 23      | 19       | 16       |

## Demografia
| Província               | Habitants |
| ----------------------- | --------- |
| Càller [CA]             | 559.820   |
| Carbònia-Esglésies [CI] | 130.555   |
| Campidano Mitjà [VS]    | 103.020   |
| Nuoro [NU]              | 161.444   |
| Ogliastra [OG]          | 58.097    |
| Òlbia-Tempio [OT]       | 154.319   |
| Oristany [OR]           | 167.295   |
| Sàsser [SS]             | 336.451   |

Tot i que Sardenya ha estat poblada des de fa diversos mil·lennis i que la població resident a l'illa s'ha triplicat ens el darrers 140 anys, aquesta és una de les poques regions europees en la qual una economia moderna i diversificada conviu amb un ecosistema encara intacte, si no verge, en grans àrees del territori. Aquest fet s'explica demogràficament gràcies a la baixa densitat de població, propera als 68 hab./km².
El 31 de desembre de 2008, d'una població d'1.672.422 habitants, hi havia 30.115 estrangers (1,8%). Les famílies compten, de mitjana, amb 2,5 membres.

### Ciutats
|    | Ciutat            | Habitants |
| -- | ----------------- | --------- |
| 1  | Càller            | 157.686   |
| 2  | Sàsser            | 130.202   |
| 3  | Quartu Sant'Elena | 71.254    |
| 4  | Òlbia             | 53.229    |
| 5  | L'Alguer          | 40.896    |
| 6  | Nuoro             | 36.486    |
| 7  | Oristany          | 32.434    |
| 8  | Carbònia          | 30.039    |
| 9  | Selargius         | 29.086    |
| 10 | Esglésies         | 27.641    |

Les dues ciutats més poblades de l'illa són Càller, capital regional, i Sàsser, segon pol de desenvolupament regional, respectivament al sud i al nord de l'illa.
El Càller (163.000 habitants) és el centre d'una àrea metropolitana que té uns 450.000 habitants si s'hi inclouen Quart (Quart de Santa Elena) (71.254 hab.), Selargius (29.086 hab.), Assemini (26.056 hab.), Capoterra (21.391 hab.), Montserrat (20.785 hab.), Sestu (18.237 hab.) i Quart (Quartucciu) (11.996 hab.).
Sàsser té uns 130.000 habitants i és l'única ciutat, a més de Càller, que supera els cent mil habitants. L'àrea urbana de Sàsser s'estén cap al golf d'Asinara i arriba als 270.000 habitants. Els nuclis principals de la zona metropolitana de Sàsser són: l'Alguer (40.896 hab.), Port de Torres (22.011 hab.) i Sorso (14.556 hab.).
La resta de ciutats tenen funcions de polaritat local i tenen totes una població compresa entre 10.000 i 60.000 habitants: Òlbia (53.000 hab.), L'Alguer (40.900 hab.), Nuoro (36.500 hab.), Oristany (32.500 hab.), Carbònia (30.000 hab.), Esglésies (27.600 hab.), Villacidro (14.500 hab.), Tempio Pausania (14.200 hab.), Arzachena (12.800 hab.), Guspini (12.500 hab.), Sant'Antioco (11.700 hab.), La Maddalena (11.700 hab.), Siniscola (11.400 hab.), Ocier (11.000 hab.), Macomer (10.800 hab.), Tortolí (10.500 hab.) i Terralba (10.400 hab.). Encara hi ha els centres menors, amb menys de 10.000 habitants, com ara Sanluri (8.500 hab.) i Lanusei (5.700 hab.).

## Administració

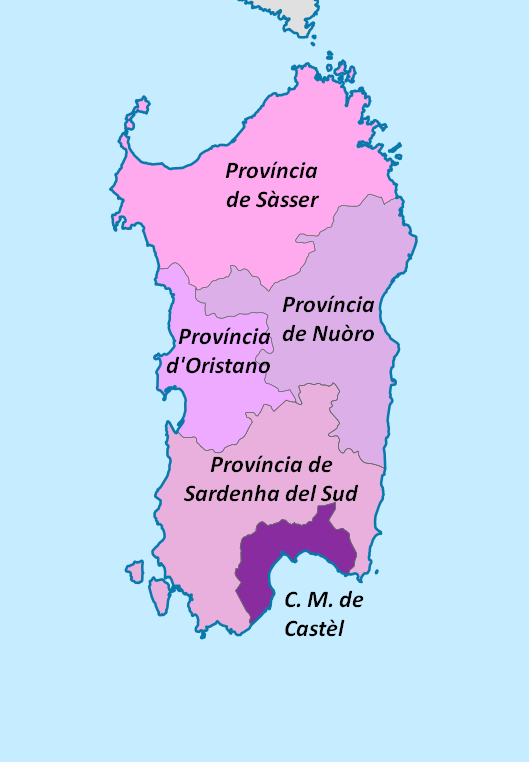
Les quatre províncies actuals i la ciutat metropolitana de Càller (=Castèl) a Sardenya.

Sardenya és una de les cinc regions autònomes amb estatut especial d'Itàlia, però és l'única amb un estatut especial als habitants de la qual la Constitució de 1948 reconeix oficialment el nom de «poble sard». A les institucions sardes, se'ls garanteix una certa autonomia administrativa atesa la situació perifèrica i insular de la regió. A més de tenir un estatut autonòmic, els habitants de Sardenya (com els del Vèneto) han estat reconeguts com a "poble" pel Parlament italià.
L'Estatut organitza les tres autoritats que representen Sardenya:
- El Consell regional (poder legislatiu regional).
- La Junta regional (poder executiu regional).
- El president de la regió (cap del poder executiu regional).

## Cultura

### Llengües

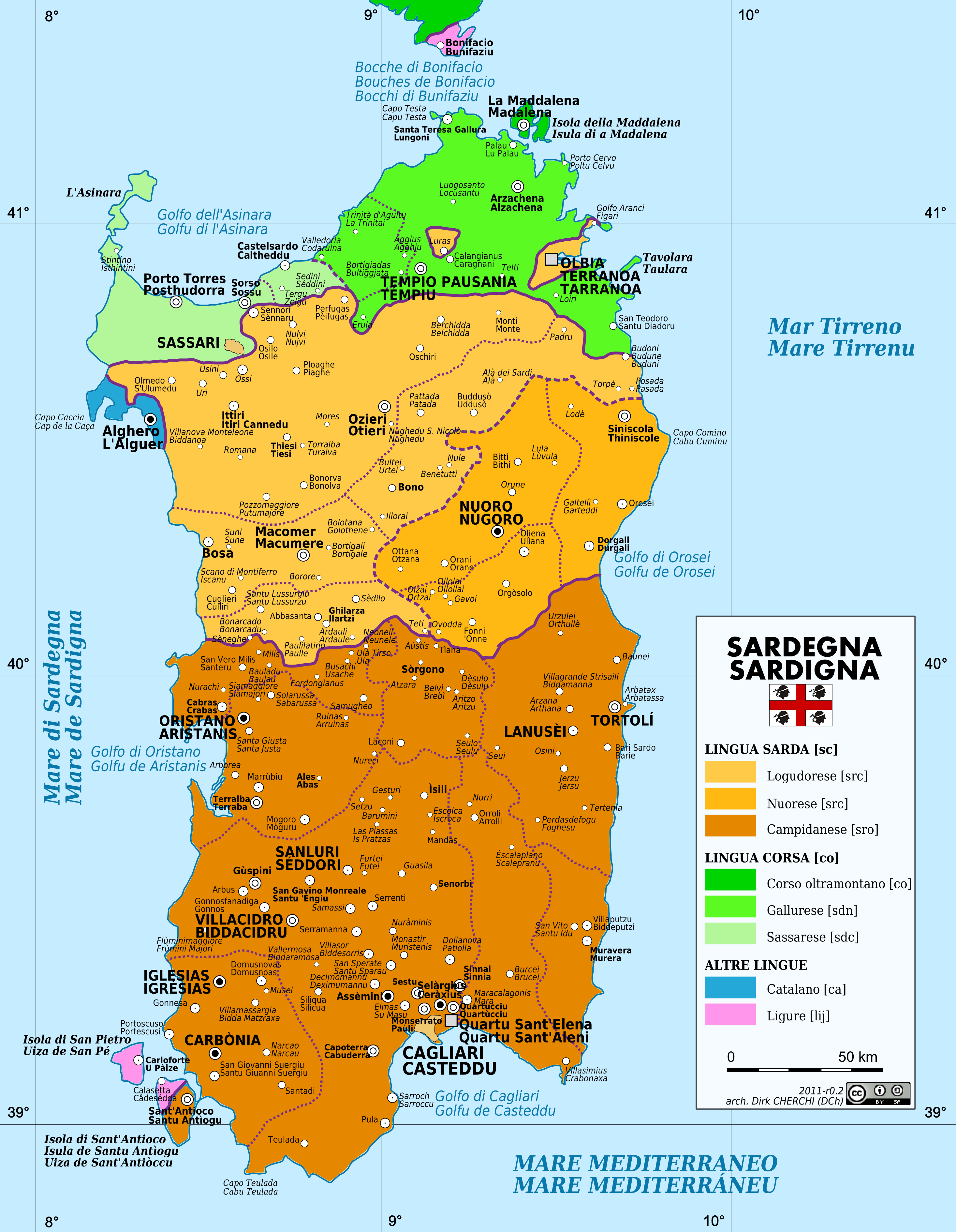
Llengües de Sardenya.

Les llengües pròpies de l'illa són el sard, el sasserès, el gal·lurès, el català alguerès i el lígur tabarquí. El sasserès (o turrità) i el gal·lurès són dues llengües de la família corso-toscana que es parlen al nord de l'illa, influïdes en diversos graus pel sard i pel cors arran dels contactes històrics entre Còrsega i Sardenya. La ciutat de l'Alguer constitueix una illa lingüística on es parla el català alguerès. Una altra illa lingüística a la regió és la del lígur tabarquí, a les illes de l'arxipèlag del Sulcis (Sant Pere i Sant Antíoc). Totes cinc llengües es troben en perill d'extinció segons l'Atles de la UNESCO de les llengües del món en perill i estan essent substituïdes per l'italià.
El govern de Sardenya va aprovar el 2018 una llei de política lingüística que oficialitzà el sard i obrí la porta a l'ensenyança del català, entre altres llengües, i el seu ús a l'administració a l'Alguer.

### Música
La música tradicional sarda, cantada o instrumental, és una de les més antigues i riques del Mediterrani.

### Els contes sards
La forta tradició oral de l'illa ha mantingut vius molts contes i llegendes. A Boroneddu hi ha, fins i tot, Il museo della fiaba sarda (El museu de la faula sarda), consagrat als personatges dels contes tradicionals.

### Universitats
A Sardenya hi ha dues universitats, la Universitat de Càller, i la Universitat de Sàsser, coneguda especialment pels estudis de dret.

## Transports

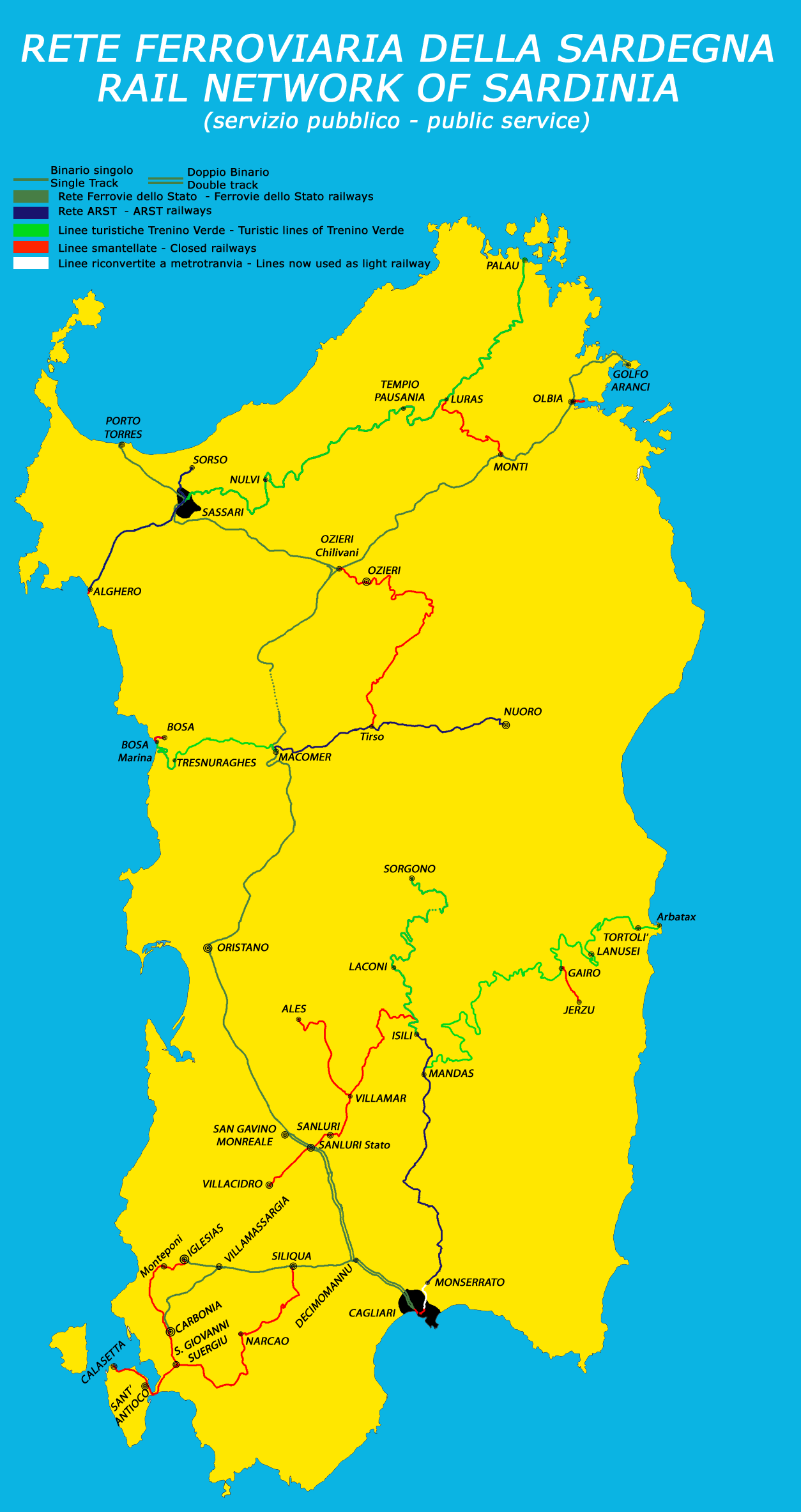
Mapa de la xarxa ferroviària sarda.

Una bona opció per arribar a l'illa és amb avió a través dels aeroports de Càller-Elmas (al sud), de l'Alguer i d'Òlbia. Tenen una bona connexió amb els aeroports de Roma, Milà, Torí i Nàpols, i també hi ha vols directes a Londres, València i a París. Els aeroports d'Òlbia i de Càller estan ben connectats amb Barcelona. L'aeroport de l'Alguer està ben connectat amb Girona.
El ferri també és una bona opció per accedir a Sardenya. Des de França, hi ha rutes des de Marsella i Toló fins a Porto Torres, i també de Bonifacio a Santa Teresa di Gallura. Des d'Itàlia, hi ha bona connexió des de Gènova, Civitavecchia, Nàpols i Liorna. Des de l'estat espanyol hi ha bona connexió des de Barcelona. Els preus del viatge són semblants als d'un vol en companyies de baix cost.
És fàcil moure's amb autobús amb diverses companyies regionals, o bé amb cotxe. La ruta principal és la SS 131, que segueix el traçat d'un antiga via romana que travessa l'illa de nord a sud.
La xarxa de ferrocarril sarda va ser construïda en acabar-se el segle xix. Juntament amb els incendis d'aprofitament domèstic, la construcció del ferrocarril a l'illa és considerada com una de les principals causes de la desforestació de l'illa. La xarxa de ferrocarril activa per al transport públic té més de 600 quilòmetres, i connecta les principals ciutats i ports de l'illa. El trajecte de Càller a Sassari es realitza en aproximadament tres hores, i el trajecte del Port de Torres a Òlbia i Golfo Aranci, en aproximadament tres hores i mitja. Chilivani és el nus ferroviari on els dos troncs ferroviaris s'uneixen. Una altra línia connecta Càller i Esglésies, en 50 minuts, i Carbònia en una hora.

## Patrimoni de la Humanitat per la UNESCO
- Su Nuraxi de Barumini (Bé Cultural, 1997).

- Cantu a Tenore (Bé Immaterial, 2008).
- Sa Faradda de Sos Candaleris a Sàsser (Bé Immaterial, 2013).

### Llocs proposats a la llista indicativa
- Arxipèlag de La Maddalena i illetes de l'estret de Bonifacio.
- Illa de l'Asinara.
- Conjunt natural del golf d'Oristany.
- Pelagos, el santuari dels cetacis.

## Personatges il·lustres
- Símmac I (m. 514), papa.
- Marià IV (m. 1376), sobirà del Jutjat d'Arborea.
- Elionora (m. 1402), regent del Jutjat d'Arborea.
- Segimon Arquer (1523-1571), humanista i teòleg.
- Giuanne Maria Angioy (1751-1808), revolucionari que s'alçà contra el domini piemontès i el feudalisme.
- Giuanne Spano (1803-1882), sacerdot, lingüista i arqueòleg.
- Sebastiano Satta (1867-1914), poeta, advocat i periodista.
- Grazia Deledda (1871-1936), escriptora en llengua italiana i premi Nobel de literatura.
- Antioco Casula Montanaru (1878-1957), poeta en llengua sarda.
- Francesco Ciusa (1883-1949), escultor.
- Emilio Lussu (1890-1975), polític, escriptor i militar, fundador del Partit Sard d'Acció.
- Antonio Gramsci (1891-1937), escriptor, polític i filòsof, fou un dels fundadors del Partit Comunista Italià.
- Costantino Nivola (1911-1988), pintor i escultor.
- Giovanni Lilliu (1914-2012), arqueòleg i historiador.
- Antoni Simon Mossa (1916-1971), arquitecte i teòric del nacionalisme sard.
- Enrico Berlinguer (1922-1984), polític, secretari del Partit Comunista Italià del 1972 fins a la seva mort.
- Francesco Cossiga (1928-2010), polític, president de la República italiana del 1985 fins al 1992.
- Paolo Fresu (1961), trompetista i compositor de jazz.
- Michela Murgia (1972), escriptora, candidata a les eleccions regionals del 2014.

### Personatges vinculats a Sardenya
- Sant Fulgenci de Ruspe (c. 468-533), bisbe nord-africà desterrat a Sardenya pel vàndal Trasamund.
- Martí el Jove (1356-1409), rei de Sicília i hereu de Martí I l'Humà, mor després de la batalla de Sanluri.
- Sant Salvador d'Horta (1520-1567), religiós franciscà destinat a Sardenya.
- Fabrizio De André (1940-1999), cantautor italià.